# Laiyi
Laiyi (kinesiska: 来仪乡, 来仪) är en socken i Kina. Den ligger i provinsen Sichuan, i den sydvästra delen av landet, omkring 250 kilometer nordost om provinshuvudstaden Chengdu. Antalet invånare är 9 468. Befolkningen består av 4 563 kvinnor och 4 905 män. Barn under 15 år utgör 17,0 %, vuxna 15-64 år 69 %, och äldre över 65 år 13,0 %.
Genomsnittlig årsnederbörd är 1 503 millimeter. Den regnigaste månaden är juli, med i genomsnitt 297 mm nederbörd, och den torraste är december, med 7 mm nederbörd.